# Federico di Magonza
Federico, in tedesco Frithuric (... – Magonza, 27 ottobre 954), fu un monaco dell'abbazia di Fulda e arcivescovo di Magonza dal 937 alla sua morte.

## Biografia

### L'elevazione di Federico alla cattedra di Magonza
Federico fu elevato ad arcivescovo di Magonza nel 937 con il sostegno di Gilberto di Lotaringia, a quanto pare grazie alla sua bravura. Secondo il continuatore di Regino di Prüm e l'Annalista Saxo, era un uomo avvezzo alla pratica delle virtù cristiane e esperto delle leggi ecclesiastiche. Il re Ottone I lo fece suo arcicancelliere.

### La rivolta di Eberardo di Franconia
Eberardo, duca di Franconia, insorse nel 938 contro il sovrano. Federico allora lo incontrò, esortandolo a sottomettersi, ma Eberardo non volle perseguire una linea diplomatica e pacifica. Egli si alleò con il duca Gilberto di Lotaringia,  colui che aveva aiutato Federico a ottenere la cattedra episcopale; Gilberto rivendicava la sovranità dopo la morte di Tankmaro, fratellastro di Ottone, e il principe Enrico, un altro fratello di Ottone, e intraprese la guerra nel 939. Federico allora accompagnò il re all'assedio di Brisach, dove parte dei ribelli si erano trincerati. Durante questa spedizione, Federico fu assegnato alle trattative con Eberardo. Egli riuscì a concludere la pace sotto giuramento, ma le condizioni furono poi respinte da Ottone. Federico, non volendo ritrattare, passò, assieme ad altri prelati, dalla parte dei ribelli. Ottone, il 2 ottobre 939, riuscì a vincere ad Andernach; il sovrano quindi esiliò l'arcivescovo, non ad Hammelburg (come sostenuto da Vitichindo di Corvey), ma all'abbazia di Fulda, dove, ricevuto con grande rispetto dall'abate Adamaro, fu poi da vicino sotto stretta sorveglianza a causa delle lettere inviate a persone sospettate di infedeltà.
Si riconciliò con Ottone e in un diploma del 19 febbraio 940, egli risulta essere reintegrato nel suo ufficio. Non dimenticò, dopo il suo reintegro, la severità che l'abate di Fulda aveva esercitato nei suoi confronti e, secondo Witikind, causò, con altri vescovi, una grande persecuzione sui monasteri della sua diocesi, fatto confermato dall'Annalista Saxo. Alberico delle Tre Fontane attesta che Federico fondò l'abbazia di san Pietro a Magonza.
Federico accompagnò il re Ottone nel 946 durante la sua campagna nella Francia Occidentale e, dopo la cattura di Reims, si unì a Ruotberto, arcivescovo di Treviri, per sostituire Artaldo nella sede arcivescovile di questa città. «Quem .... accipientes», dice Flodoardo, «utrâque manu eidem Sedi restituerunt».

### Al rivolta di Liudolfo
Federico partecipò nel 951 alla festa (convivium) che Liudolfo, figlio del re, tenne per le celebrazioni natalizie a Saalfeld, in Turingia. Diversi autori ritengono che sia in questa occasione che siano nati i piani per la rivolta di questo giovane principe contro suo padre: la causa del malcontento di questo era il matrimonio di suo padre con Adelaide. Anche Corrado il Rosso, duca di Lorena e cognato di Liudolfo, era adirato con Ottone, suo suocero, per essersi rifiutato per tre giorni di vedere Berengario II d'Ivrea, re d'Italia, che era venuto da lui per sottomettersi. La rivolta, a cui si unì Federico nel corso della dieta dell'Impero ad Augusta nell'agosto del 952, scoppiò l'anno successivo. Il re Ottone aveva pianificato di celebrare la Pasqua a Ingelheim, ma, venuto a conoscenza della rivolta di suo figlio, si recò rapidamente a Magonza, dove convocò l'arcivescovo che si era ritirato in occasione della Quaresima. Ottone trovò le porte della città chiuse, il che fece aumentare la sua diffidenza nei confronti del prelato; egli tuttavia riuscì comunque a convincerlo della sua (finta) lealtà. Temendo un attacco da parte dei cospiratori, Ottone andò in Franconia, da dove rientrò nel luglio 953 per assediare Magonza. Obbligato a togliere l'assedio dopo due mesi, andò a Ratisbona, ove il governatore aveva consegnato la città a Liudolfo. Ottone, su richiesta dei ribelli stanchi della guerra,  convocò questi per il 15 giugno 953 in una dieta nell'abbazia di Cinna, vicino a Jüterbog, in Turingia, per ascoltarli.
L'arcivescovo di Magonza si recò lì e reclamò la sua innocenza, offrendo di purificarsi, con giuramento e ordalia, delle infedeltà di cui è accusato. "Punto che richiede di giuramento, disse il re, ma vi esorto a contribuire con il tuo consiglio per pacificazione". Di conseguenza Federico, in concerto con il duca Corrado, cercò di riportare Liudolfo all'obbedienza. Questo principe, lungi dall'ascoltarli, si ritirò la notte seguente dalla presenza del re per rinchiudersi a Ratisbona. Fu assediato lì per sei settimane, dopo di che fuggì. Una nuova dieta fu convocata a Fritzlar per spiegare le sue rimostranze.
Nell'autunno del 951 Ottone, presente in quel momento in Italia per la sua incoronazione a discapito di Berengario II e per sposare Adelaide, inviò a Roma l'arcivescovo Federico e il vescovo Arberto di Coira come legati affinché il papa Agapito accogliesse la sua richiesta di venire incoronato. Alberico II di Spoleto, che non desiderava avere un potente sovrano straniero a Roma, rispose al posto del pontefice con un diniego.
L'arcivescovo Federico si ritirò a Magonza, dove morì, secondo la cronaca di Reichenau redatta da Ermanno il Contratto, il 25 ottobre 954. Venne sepolto nella chiesa dell'abbazia di Sant'Albano, davanti a Magonza.